# Skildammen
Skildammen är en sjö i Skinnskattebergs kommun i Västmanland och ingår i Norrströms huvudavrinningsområde. Sjön är 7 meter djup, har en yta på 0,267 kvadratkilometer och befinner sig 173,2 meter över havet. Sjön avvattnas av vattendraget Forsån.

## Delavrinningsområde
Skildammen ingår i det delavrinningsområde (663686-148065) som SMHI kallar för Inloppet i Lien. Medelhöjden är 241 meter över havet och ytan är 35,96 kvadratkilometer. Det finns inga avrinningsområden uppströms utan avrinningsområdet är högsta punkten. Forsån som avvattnar avrinningsområdet har biflödesordning 4, vilket innebär att vattnet flödar genom totalt 4 vattendrag innan det når havet efter 237 kilometer. Avrinningsområdet består mestadels av skog (85 procent). Avrinningsområdet har 1,73 kvadratkilometer vattenytor vilket ger det en sjöprocent på 4,8 procent. Bebyggelsen i området täcker en yta av 0,19 kvadratkilometer eller 1 procent av avrinningsområdet.